# Juan de Riscos
Juan de Riscos (Antequera, baut. 16 de noviembre de 1590 - Toledo, 2 de agosto de 1619) fue un compositor y maestro de capilla español.
No debe confundirse con su tío, Juan Martínez de Risco, maestro de capilla de la Catedral de Jaén, ni con su primo, Juan Benítez de Riscos, maestro de capilla de la Catedral de Plasencia, ambos referidos a menudo como «Juan de Riscos».

## Vida
Juan de Riscos nació en Antequera, actualmente en la provincia de Málaga, y fue bautizado el 16 de noviembre de 1590. Era sobrino de Juan Martínez de Risco, maestro de capilla de la Colegiata de Antequera en el momento de su nacimiento. Se desconoce si los padres se trasladaron a Antequera, o si la madre se desplazó con el hermano y conoció a su marido allí, la cuestión es que su nacimiento en Antequera probablemente estuvo relacionado con el cargo de su tío en la ciudad. Al parecer, también se educó musicalmente con su tío en la Colegiata. Posteriormente seguiría a su tío a Jaén, cuando aquel consiguió el magisterio de la Catedral.
Las primeras noticias que se tienen de él son de 1608, cuando el magisterio de la Colegiata de Antequera se encontraba vacante por el traslado del maestro Francisco Páez de Ávila a las Descalzas Reales de Madrid. A las oposiciones solo acudieron Riscos y Juan Gutiérrez, «vecino de Málaga», siendo examinados por Manuel Leitán de Avilés, maestro de capilla de la Capilla Real de Granada. Leitán fue favorable a Riscos, «porque en el examen hizo muchas ventajas en la música y en el canto». Fue elegido por unanimidad por el cabildo a pesar de que tenía 18 años y le faltaban tres meses para los 19.
La siguiente etapa en la trayectoria de Riscos fue en el magisterio de la Catedral de Córdoba, del que no hay más noticias. El musicólogo José López Calo lo sitúa en la Catedral desde 1612, pero la musicóloga Beatriz Fernández Reyes indica de que solo estuvo de 1616 a 1618, estando en el magisterio Nuño González de Acevedo de 1615 a 1616. El antecesor de Nuño González de Acevedo habría sido Jerónimo Durán de la Cueva, que «remonta su mandato hasta pasada la primera década del siglo XVII».
Tras una discusión con los cantores, el maestro de capilla de la Catedral de Toledo, Alonso de Tejeda, dimitía el 27 de mayo de 1617. El cabildo toledano promulgaba los edictos para ocupar el cargo vacante. Las oposiciones se celebraron en la segunda mitad de ese año, al parecer, en distintas fechas para los diferentes candidatos. El primero fue Bartolomé de Navarrete, cuyo examen se realizó el 31 de agosto y 1 de septiembre de ese año. El examen de Riscos no se conserva, pero debió ser similar al de Navarrete:

[...] y se le entregó un papel ordenado por el racionero Pedro del Río, que su letra para villancico a 5 voces comenzaba Cielo que es de tu cariño para un niño rey del mundo, y un motete a 4 que comenzaba Dies mei sicut umbra declinaverunt, etc., y un canto llano con Sancta Maria, succurre miseris, etc., para que componga dentro de veinte y cuatro horas. [... al día siguiente] oyeron cantar lo que ayer a esta hora se ordenó compusiese y dijo haber compuesto Bartolomé de Navarrete, opositor al magisterio de la capilla, y fue examinado en muchas cosas de las contenidas en el cato capitular de 21 [de] mayo [de] 1604, y se le dijo que mañana a la misa de Nuestra Señora, que será a canto de órgano, entre a regir el facistol y llevar el compás.

Este durísimo examen sería similar al que tuvo que realizar Riscos el 12 y 13 de octubre. Los 16 canónigos «oyeron cantar lo que ayer a esta hora se ordenó que compusiese y dice haber compuesto Juan de Riscos, maestro de capilla de Córdoba, opositor al magisterio desta santa iglesias, y fue examinado en muchas cosas de las contenidas en acta capitular de 21 [de] mayo [de] 1604, y en otras, por los racioneros músicos desta santa iglesia.»
El magisterio toledano era de los más importantes de España, siendo la Catedral primada. El cargo llevaba una ración aneja, lo que implicaba presentar las pruebas de limpieza de sangre. Tanto estas pruebas como el traslado con su familia resultaba muy oneroso, por lo que el cabildo le prestó 200 ducados a cuenta de la ración, de los que le perdonaría 100 ducados el 12 de septiembre de 1618, «con que no pueda pedir más remisión desta partida». Fallecía en Toledo dos años más tarde, con 28 años, y el libro de registro de raciones de Toledo resume su estancia así:

Juan del Risco, electo jueves 19 de octubre de 1617, tomó posesión sábado 23 de diciembre; falleció viernes 2 de agosto de 1619; yace debajo de la lámpara de la capilla de San Ildefonso, losa antigua negra, con unas hoyas alrededor; y ser fue por él a las seis de la tarde, por el mucho calor.
Libro de registro de raciones de la Catedral de Toledo

## Obra
A pesar de fallecer con solo 28 años, ya gozaba «de gran reputación como músico, pues se dice que era más entendido que Juan Martín Riscos, hermano de su madre y tío suyo, también maestro de capilla de la catedral de Jaén.» De hecho, no se sabe si Lope de Vega en su Auto del hijo pródigo, se refiere a él o a su tío cuando escribe,

Habla Doña María de Zuazo y canta
Que todo encanta cuando canta y habla
Puede Doña María de los Cobos
Mover las piedras otra vez en Tebas
Con las Perazas singulares hombres.
Isasi vive por la tecla insigne
Y en la música Risco, Lobo y Cotes

Existen una serie de composiciones en diversos archivos de las que no es posible saber cuál de los maestros Risco es el autor: «[t]odo era lo mismo, porque este apellido lo habían tomado sus antepasados del lugar de Risco, de donde procedían, y las gentes los nombraban así unas veces por abreviar y otras por ignorancia.»
- La zagala del Genil, canción a 3 voces, en la Biblioteca Nacional de España;
- Magnificat a 4 voces, en la Catedral de Valladolid;
- Salve Regina a 4 voces, en la Catedral de Bogotá;
- Venite ascendamus ad montem Domini, motete a cinco voces, Capilla Real de Granada.